# Mastectomia

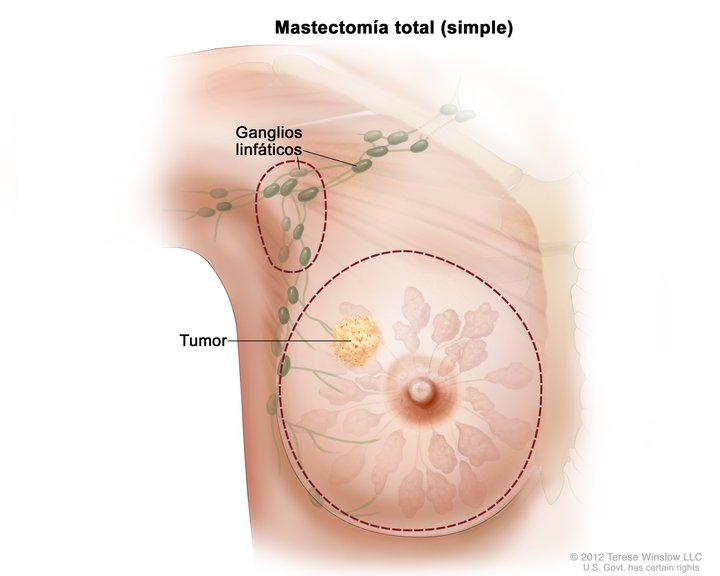
Mastectomia total simples

Mastectomia (do grego, mastós, mama e ektomia, remover) é a cirurgia de remoção completa da mama e consiste um dos tratamentos cirúrgicos para o câncer de mama, para a ginecomastia (homens com mamas) ou como parte da cirurgia de redesignação sexual do homem trans. Também pode ser feito preventivamente em mulheres com ambos genes do câncer de mama (BRCA1 e BRCA2), pois seu risco de câncer é mais de 80%. As complicações mais comuns são hematomas, infecções e.

## Tipos

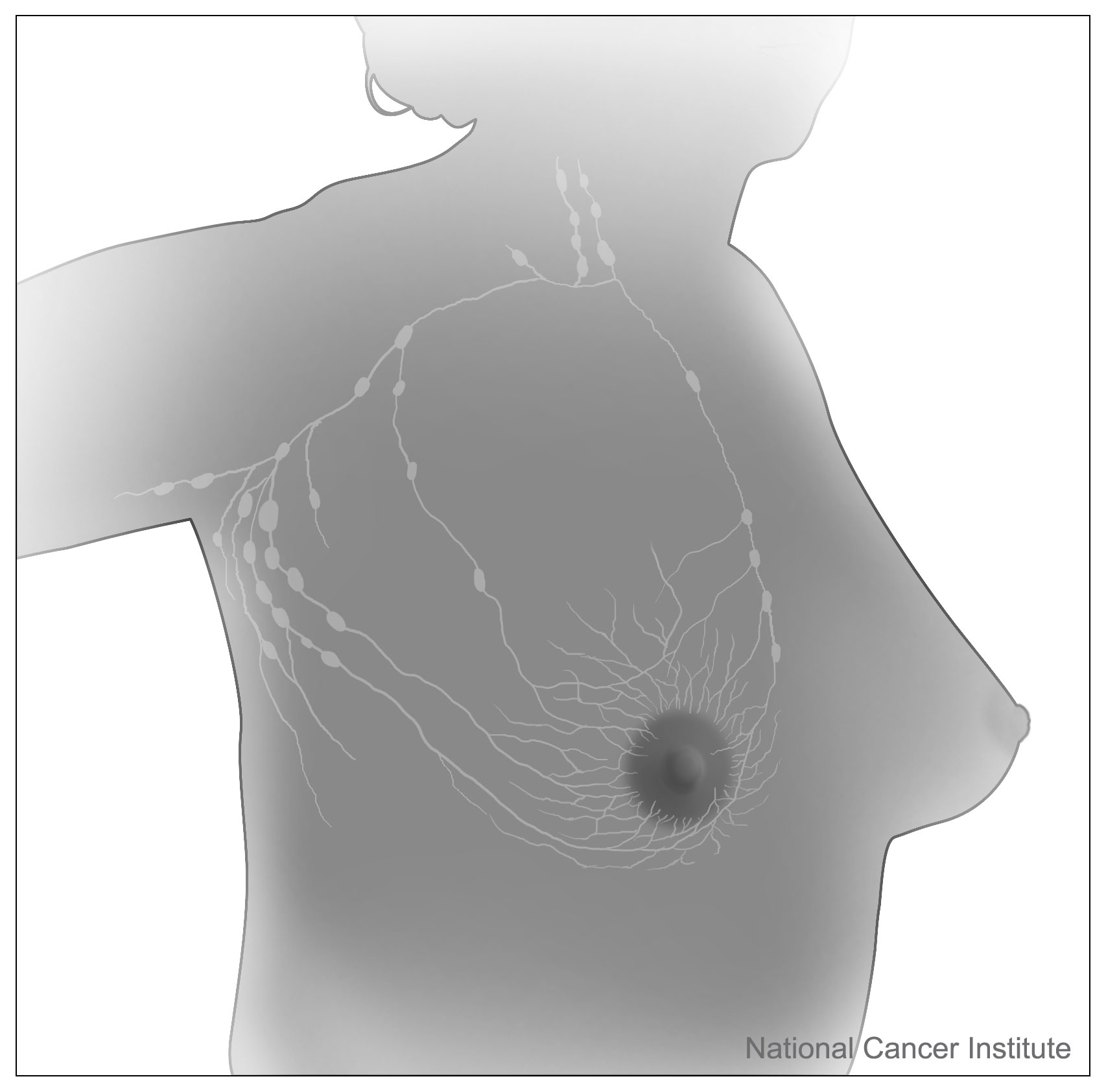
Gânglios linfáticos da mama

Existem vários tipos de mastectomia, listados a seguir:
- Mastectomia radical, também chamada de Halsted, consiste na retirada da glândula mamária, associada à retirada dos músculos peitorais e à linfadenectomia axilar completa. Atualmente é um procedimento incomum, devido à alta morbidade a ela associada e a resultados bastante satisfatórios de técnicas menos invasivas.[2]
- Mastectomia radical modificada consiste na retirada da glândula mamária e na linfadenectomia axilar, com preservação de um ou de ambos os músculos peitorais. Quando ocorre apenas a preservação do músculo grande peitoral, é denominada mastectomia radical modificada Patey. Quando os dois músculos peitorais são preservados, é chamada mastectomia radical modificada Madden. As mastectomias radicais modificadas constituem o procedimento cirúrgico realizado na maioria das pacientes com câncer de mama nos estágios I, II e III, sendo indicadas nos casos de:
  - Presença de tumor acima de 3 cm, sem fixação à musculatura;
  - Pacientes com recidiva após tratamento conservador; ou que apresentem qualquer condição que as tornem inelegíveis ao tratamento conservador;
  - Pacientes que não concordem com a preservação da mama.[3]
- Mastectomia total simples consiste na retirada da glândula mamaria, incluindo o complexo areolar e aponeurose do músculo peitoral, preservando os linfonodos axilares. É indicada nos casos de:
  - Carcinoma ductal in situ;
  - Recidiva após cirurgia conservadora;
  - Lesões ulcerativas em pacientes com metástases a distância onde o controle local promove melhor qualidade de vida;
  - Pacientes idosas com risco cirúrgico elevado ou que não possuem adenopatias axilares palpáveis ou evidência de doença a distância;
  - Pacientes selecionadas para tratamento profilático.
- Mastectomia subcutânea consiste na retirada da glândula mamária, conservando os músculos peitorais e suas aponeuroses, pele e complexo aréolo-papilar. Por deixar tecido mamário residual com possibilidade de alterações hiperplásicas e degeneração maligna, seu uso é bastante questionado. Uma série de complicações são associadas a este procedimento, incluindo hematoma e subseqüente fibrose, não devendo ser empregado no tratamento do câncer de mama. Como tratamento profilático, seus resultados são inferiores ao da mastectomia simples.

## Gânglio sentinela
Durante a cirurgia pode-se examinar o primeiro gânglio linfático que drena a linfa da região onde o câncer se encontra (Gânglio sentinela) e examiná-lo ao microscópio para decidir se os gânglios seguintes serão removidos. Se o gânglio sentinela possui células cancerígenas (gânglio positivo) outros dez gânglios da região são removidos, se não possui evidências de metástase (gânglio negativo) permite preservar os outros gânglios reduzindo a agressividade da cirurgia e o risco de complicações e facilitando a reconstrução.